# Humesiana carltoni
Humesiana carltoni is een zeekommasoort uit de familie van de Nannastacidae. De wetenschappelijke naam van de soort is voor het eerst geldig gepubliceerd in 2001 door Watling & Gerken.